# Бушменов заяц
Бушменов заяц (лат. Bunolagus monticularis) — редкий вид зайцеобразных, выделяемый в монотипный род Bunolagus. Обитает в пустыне Карру в Капской провинции Южноафриканской республики. Численность в естественных популяциях составляет менее 500 половозрелых особей.

## Внешний вид и образ жизни
Плотный, шелковистый мех бушменова зайца сверху серого цвета, по бокам рыжеватого, а снизу белого цвета. Имеет красное пятно на затылке. Уши очень длинные. Хвост пушистый коричневый. Самец зайца весит приблизительно 1,5 кг, тогда как самка — около 1,8 кг. Длина тела - от 33 до 47 см.

## Экология
Бушменов заяц питается листьями, корой, веточками и цветами, как и для других зайцеобразных, для него характерна копрофагия. Более активен и чаще кормится в ночное время.